# 奴隸制度紀念基金會
48°31′N 2°11′E / 48.52°N 2.19°E
法國奴隸制度紀念基金會是一個法國公眾事務認可單位，其組織型態為基金會，前身為全國奴隸制記憶和歷史委員會（法語：Comité national pour la mémoire et l'histoire de l'esclavage），設立目的是紀念奴隸貿易、廢除奴隸制、教育學、歷史記憶，及其傳播以及打擊種族主義，一個有關於奴隸史及其研究相關的機構。現任基金會董事長為前總理讓-馬克·埃羅（法語：Jean-Marc Ayrault）。

## 歷史沿革
2016年5月10日，法國前總統弗朗索瓦·奧朗德宣布成立「紀念奴隸交易、奴隸制度及廢除制度的紀念基金會」，這個基金會的籌備工作，由貝南共和國前總理萊昂內爾·津蘇（法語：Lionel Zinsou）主持運作。2017年弗朗索瓦·奧朗德重申希望繼任總統能建立這個基金會，他並委託時任外交部長的讓-馬克·埃羅，接替成立基金會的籌備主席。
2017年，以公法下的法人公益團體（法語：Groupement d'intérêt public，簡稱：GIP）進行運作，讓-馬克·埃羅接任公益團體主席，同時還有聯合國教育、科學及文化組織的豆豆·迪恩（法語：Doudou Diène）、奧利維爾·勞切茲（法語：Olivier Laouchez）、導演萊拉·西（法語：Leïla Sy）及萊昂內爾·津蘇，共同籌畫和運作。
2018年4月，繼任總統艾曼紐·馬克宏，宣布本年度將會正式成立「奴隸制度紀念基金會」，設立地點則安排在海軍府。
2019年11月12日，基金會被訂為法國公眾事務認可單位。

## 相關連結
- 奴隸制度紀念基金會 （页面存档备份，存于）